# Caraclău
Caraclău – wieś w Rumunii, w okręgu Bacău, w gminie Bârsănești. W 2011 roku liczyła 1095 mieszkańców.